# Cerro Tololo (montagne)
Pour les articles homonymes, voir Cerro Tololo.
Le cerro Tololo (de l'aymara « au bord de l'abîme ») est une montagne qui atteint 2 200 mètres d'altitude et sur laquelle se trouvent les installations de l'observatoire interaméricain du Cerro Tololo.
Le lieu habité le plus proche est Pangue, à 13 km de distance.